# 近代建築
近代建築（きんだいけんちく、英: Modern Architecture）とは、産業革命以後の社会の建築のこと。こうした建築はギリシャ、ローマ、ゴシック、バロックといった過去の様式をなぞらず、機能性や合理性を重視して設計がなされており、そして鉄やガラス、コンクリートに代表される工業化された材料や、科学技術の進歩に裏付けられた構造技術を採用している。 

## 日本での意味
日本においては「近代化」とは「西洋化」であったため、近代建築とは「西洋化された建築」を指す。明治政府は西洋の建築技術を導入するにあたり外国人建築家を招くが、彼らは近代建築家が拒絶した権威と伝統を受け継ぐ側の建築家であった。そのため、その教育を受けた日本人建築家の設計した赤坂離宮や東京駅は、日本の近代化を象徴する建築だがModern Architectureではない。日本でModern Architectureを指す場合は、モダニズム建築と呼ばれる。　

## 西洋での意味
20世紀までは、建築に使用された材料は、構造を形成するためのレンガ、石、材木、鋼、屋根被覆用のスレートとタイル、鉛、場合によっては防水の効果と装飾的な屋根の効果のために銅なども使用するが、こうした材料に限定されていた。ローマ人はコンクリートを使用していたが、1849年に鉄筋コンクリートが発明されるまで、建築材料としては認識されていなかった 。現代の建築物ははるかに複雑であり、壁、床、屋根はすべて多くの要素から構築され、構造、断熱材、および防水を別々の層または要素として含むことも度々ある。建築分野のテクノロジー、ビルディング・テクノロジーとは建物の設計への技術の応用であるがこれは建築では建築工学としての分野であり、異なる分野またはサブカテゴリと見なされることもあるが新しい材料と技術は、特に19世紀の工業化の出現以来、建物の進化を通じて新しい設計の課題と建設方法を生み出してきた。建築技術は、建物のさまざまな要素とそれらの相互作用に関連し建築科学の進歩と密接に連携している。 建築技術は「建築設計プロセスにおける建設技術の適用と統合に使用される技術設計と専門知識」として または「パフォーマンス、生産、調達の基準を満たす効率的かつ効果的な技術設計ソリューションを作成するために、建物の設計要因を分析、統合、評価する能力」として 要約される。そして建築技術は、建築と建築科学、エンジニアリングにまたがる分野であるがこれは実際の制約と建築規制の両方および安全、環境性能、耐火性などに関する基準によって通知されており 建築家、建築技術者、構造エンジニア、建築工学者など、設計/コンセプトを構築可能な現実に発展させる人々によって実践されていく。近代に入り建物の建設に使用する製品を開発する専門メーカーもこの分野に関与しているのである。実際に図面や集計表などを作成することにより、建築技術が開発され、理解され、建物に統合されていく。現在、コンピューターテクノロジーは、最も単純な建物タイプ以外のすべてで使用されており、20世紀の間コンピューター支援設計 （CAD）の使用が主流になり、電子的に共有できて非常に正確な図面が可能になったため、たとえば、建築計画を電気および空気処理サービスの設計の基礎として使用可能となっていき 設計が進むにつれて、その情報は設計チーム全体で共有が可能ともなった。現在、このプロセスは論理的な結論に達しているが 建物の3次元モデルを使用し、すべての専門分野からの入力事項を利用して作成された統合設計を構築する、ビルディングインフォメーションモデリング （BIM）が広く使用されている。 